# Hut
Hut (ukr. Гут, węg. Gút) – wieś na Ukrainie w rejonie berehowskim obwodu zakarpackiego.